# 真木恭介
真木 恭介（まき きょうすけ、1925年6月6日 - 没年不明）は、日本の俳優、男性声優。東京府（現：東京都）出身。

## 略歴
日本大学芸術科中退。
1945年11月、劇団文芸劇場に入団。、1947年12月に東京青年劇場に移籍し、1949年2月まで所属。1950年6月、田中明夫、前沢迪雄、西野砂恵、高城淳一、三島雅夫とともに劇団七曜会を創立に参加、1956年6月、劇団葦の創立に参加。1964年からはフリーランスで活動し、東京俳優生活協同組合、劇団アトリエ座主宰、群六舎プロダクションに所属していた。

## 人物
声種は渋みのあるローバリトン。
洋画ではレオ・G・キャロルの吹き替えを担当していた。
趣味・特技はゴルフ。

## 後任
真木の死後、持ち役を引き継いだのは以下の通り。
| 後任     | 役名                         | 概要作品                               | 後任の初担当作品               |
| -------- | ---------------------------- | -------------------------------------- | ------------------------------ |
| 梶哲也   | ケビン                       | 『レディジョージィ』                   | TBA                            |
| 石波義人 | レイジャー                   | 『宇宙大作戦 ベータ・スリーの独裁者』  | デジタルリマスター版追加録音分 |
| 谷口節   | リチャード・デイストロム博士 | 『宇宙大作戦 恐怖のコンピューターM-5』 | デジタルリマスター版追加録音分 |

## 出演作品

### テレビドラマ
- 中学生日記
- 大河ドラマ（NHK）
  - 花の生涯（1963年） - 宝田
  - 新・平家物語（1972年） - 頭ノ中将実国
  - 勝海舟（1974年） - 与力佐治
  - 風と雲と虹と（1976年） - 少判事
- 嘘について（1952年） - 男
- ピアスTVサスペンス「東京0時刻 灰色の壁」（1959年、ラジオ東京・KRテレビ）
- ドキュメンタリードラマ「裁判 血液の証言」（1958年、ラジオ東京・KRテレビ）
- わたしたちの道徳シリーズ（NET）
  - 「緑の国土に」（1959年）
  - 「盲目にうちかって」（1959年）
  - 「リンカーン」（1959年）
- 奔流（1960年、NET）
- 警察物語 第3話「過去の扉」（1963年）
- 七人の刑事 第1シリーズ 第136回「安全ベルト」（1964年、TBS）
- ある中学生 第6回「おちる」（1964年）
- 男は度胸（1970年） - 井上正岑
- 浮世絵 女ねずみ小僧 第2シリーズ 第20話「鬼火が呼んでる鈴ヶ森」（1972年）
- 東芝日曜劇場（TBS）
  - 「嫁」（1973年）
  - 橋田壽賀子ドラマ「愛ってなあーに」（1975年）
- 華麗なる一族（1974年） - 銭高阪神特殊鋼常務
- 特捜記者 犯罪を追え 第23話「夜霧の女」（1974年）
- TOKYO DETECTIVE 二人の事件簿（1975年） - 松本医師
- 高原へいらっしゃい 第10話「また会う日まで! それぞれの旅立ち」（1976年）
- 子連れ狼 (萬屋錦之介版) 第3部 第22話「父子草大五郎」（1976年） - 家老
- シーメンス事件 〜検事 小原直 回顧録から〜（1976年、NHKスペシャル）
- あかんたれ 第60話（1976年）
- 少年ドラマシリーズ / 赤い月（1977年）
- 若さま侍捕物帳（1978年） - 堀部将監
- 白い巨塔（1978年） - 野田文蔵
- 太陽にほえろ! 第315話「ライバル」（1978年、NTV） - 田沢専務
- 龍のいる海（1978年、12ch）
- 伝七捕物帳（1979年）
- そば屋梅吉捕物帳 第5話「夜空に消えた父娘星」（1979年）
- 3年B組金八先生 第2シリーズ（1980年、TBS） - 河田医師
- ザ・ハングマン  第12話「高速道路にコンクリート詰め」（1981年、ABC） -  第一中島建設 重役
- 男子の本懐（1981年）
- 空よ海よ息子たちよ（1981年、TBS）
- 特捜最前線（ANB）
  - 第146話「殉職I・津上刑事よ永遠に!」（1980年）
  - 第147話「殉職II・帰らざる笑顔!」（1980年）
  - 第216話「レスポンスタイム3分58秒!」（1981年） - 宿直警官
  - 第238話「刑事無情・あいつが愛した悪い女!」（1981年）
  - 第256話「虫になった刑事!」（1982年）
  - 第290話「ふるさとの女!」（1982年）
- 西部警察シリーズ（ANB）
  - 西部警察 第91話「鮮血のペンダント」（1981年） - 医師
  - 西部警察 PART-II 第2話「大都会に舞う男」（1982年）

### 映画
- 真空地帯（1952年、新星映画社）
- あゝ野麦峠 新緑篇（1982年）

### 舞台
- 調理場（1975年、西武劇場・五月舎提携公演）

### 吹き替え

#### 俳優
- レオ・G・キャロル
  - 嵐が丘（ジョセフ）※NHK版
  - 白い恐怖（マーチソン）
  - 北北西に進路を取れ（教授）※テレビ東京版
  - 世紀の怪物/タランチュラの襲撃（ディーマー博士）
  - 0011ナポレオン・ソロ（アレキサンダー・ウェーバリー）
  - 映画版「0011/ナポレオン・ソロ　ミニコプター作戦」（アレキサンダー・ウェーバリー）
  - 映画版「0011/ナポレオン・ソロ　地獄へ道づれ」（アレキサンダー・ウェーバリー）
  - 0022アンクルの女（アレキサンダー・ウェーバリー）

#### 洋画
- アラモ（ビーキーパー〈チル・ウィルス〉）
- 暗黒の恐怖（トム・ウォレン〈ポール・ダグラス〉）
- アンドロメダ…（チャールズ・ダットン博士〈デヴィッド・ウェイン〉）
- 家（アーノルド〈バージェス・メレディス〉）
- オカルト殺人事件（クリス・ロビンソン）
- カーツーム ※NETテレビ版
- 過去を逃れて（ウィット〈カーク・ダグラス〉）
- グラン・プリ
- 個人教授 (映画)（フィロ）
- ゴッドファーザー（ドン・エミリオ・バルジーニ〈リチャード・コンテ〉）
- サイレント・パートナー（ウィラード警部〈ケン・ポーグ〉）※フジテレビ版=BD収録
- サウンド・オブ・ミュージック（マックス・デトワイラー〈リチャード・ヘイドン〉）※テレビ朝日版=製作50周年記念版BD収録
- 情婦（メイヒュー〈助手〉〈ヘンリー・ダニエル〉）
- 女王陛下の大作戦（バーナード〈アドルフォ・チェリ〉）
- 新シャーロック・ホームズ おかしな弟の大冒険（レッドクリフ卿〈ジョン・ル・メズリヤー〉）
- 重犯罪特捜班/ザ・セブン・アップス（ケリッシュ〈ラリー・ヘインズ〉）※TBS版
- 戦場にかける橋（グリーン大佐〈アンドレ・モレル〉）※ゴールデン洋画劇場版＝デラックスエディションBlu-ray収録
- テレマークの要塞（伯父ヒュッテ〈マイケル・レッドグレーヴ〉）※フジテレビ版
- テンタクルズ（ホワイトヘッド〈ヘンリー・フォンダ〉）※TBS版
- バニー・レークは行方不明（ウィルソン〈ノエル・カワード〉）
- ハスラー（チャーリー〈マイロン・マコーミック〉）※フジテレビ版
- ファール・プレイ（ヘネシー〈バージェス・メレディス〉）
- 蛇皮の服を着た男（ジェイブ（ヴィクター・ジョリイ））
- トラ・トラ・トラ!（ヘンリー・スティムソン陸軍長官〈ジョセフ・コットン〉、ハロルド・スターク〈エドワード・アンドリュース〉）
- 鷲は舞いおりた（カナリス提督〈アンソニー・クエイル〉）
- マックイーンの絶対の危機（ハーラン医師〈スティーヴン・チェイス〉）※日本テレビ版
- マイ・フェア・レディ（ヒュー・ピカリング大佐〈ウィルフリッド・ハイド＝ホワイト〉）
- ミイラ怪人の呪い（バジル・ウォルデン卿〈アンドレ・モレル〉）※テレビ東京版
- 黙示録の四騎士（マルセロ〈シャルル・ボワイエ〉）
- ワイルド・ギース（マターソン〈スチュワート・グレンジャー〉）
- ル・ジタン（ジョー・アミラ〈レナート・サルヴァトーリ〉）
- ローズマリーの赤ちゃん（ローマン・カスタベット〈シドニー・ブラックマー〉）
- 六年目の疑惑（モリス〈マイケル・ワイルディング〉）※テレビ朝日版
- ロビンとマリアン（ウィル・スカーレット〈デンホルム・エリオット〉）※テレビ朝日版

#### 海外ドラマ
- アンタッチャブル（キーナン・ウィン）
- 宇宙大作戦（リチャード・デイストロム博士〈ウィリアム・マーシャル〉）
- 奥さまは魔女（ロビンソン社長 他）※第44・72・119話
- 刑事コロンボ
  - 第2シーズン 第12話 アリバイのダイヤル（ウォルター・キャネル〈ディーン・ジャガー〉）
  - 第3シーズン 第23話 愛情の計算（ハワード・ニコルソン教授〈リュー・エアーズ〉）
- 警部ダン・オーガスト（チャールズ・ウィレンツ〈ノーマン・フェル〉）
- シャイアン
- スパイ大作戦（空港長 他）
  - シーズン1「冷戦のダイナマイト」（アントン・クドノフ〈デヴィッド・オパトシュ〉）
  - シーズン2「雲上のマイクロフィルム」（グルゴフ副首相）
  - シーズン2「ストレートフラッシュ」（ペトロージャン〈マイケル・ストロング〉）
  - シーズン3「ニトログリセリン」（イズミール・ナジッド〈サンドール・ソボー〉）
- 大草原の小さな家（フィッシャー〈ジョン・マクリアム〉）
- 地上最強の美女 バイオニック・ジェミー
- 電撃スパイ作戦 #19（ポース〈ディヴィッド・ロッジ〉）
- 逃亡者（モアヘッド〈マーリン・マットソン〉）※第5話
  - シーズン4 「1万ドルの生命」（メル・ベイリー保安官）
- 特攻ギャリソン・ゴリラ #20（モレッティ医師〈アイヴァン・トリエゾー〉）
- プリズナーNo.6（大佐〈ケビン・ストーニー〉）※第2話
- プローブ捜査指令（キャメロン〈バージェス・メレディス〉）
- ルーツ2（ポール・レイノルズ〈ノーマン・フェル〉）

#### 海外アニメ
- 科学少年J.Q（ベントン・クエスト博士）
- 101匹わんちゃん大行進（ロジャー・ラドクリフ）

#### 海外人形劇
- サンダーバード（ピーター将軍）
- キャプテン・スカーレット（ホワイト大佐）
- ロンドン指令X #9「死のささやきが聞こえる」（ソームズ教授）
- ジョー90
  - #3「宇宙ステーション応答せず」（ナゲル所長）
  - #4「世界征服計画を破壊しろ」（少佐）
  - #10「二重スパイはだれだ？」（ニューマン）
  - #23「タイガー作戦粉砕」（司令官）
  - #29「世界一のボディガード」（バン・コルドバ）

#### 邦画
- ゴルゴ13（フラナガン）

### テレビアニメ
- 鉄腕アトム (アニメ第1作)（1963年） - ビールス技師
- スカイヤーズ5（1967年） - S1号・キャプテン
- サスケ（1968年）
- 海底少年マリン（1969年、ジョンの父）
- 巨人の星（1969年 - 1971年） - 別当薫[要出典]
- アニメンタリー 決断（1971年）[6]
- ルパン三世 (TV第2シリーズ)（1978年 - 1980年） - ドクター・ゼル、フェイカー教授、ベルゲン市長[要出典]
- レディジョージィ（1983年） - ケビン〈初代〉[7]

### ラジオドラマ
- ゴジラの逆襲（1955年） - 田島隊員
- 連続漫画劇 アッちゃん（1958年、オールナイトニッポン）
- 山田風太郎作品「賭博学体系」（1959年）
- QR現代劇場 第三の訪問客（1960年）
- LFこどもの科学 レントゲン博士（1960年）
- LFラジオ劇場 忍路高島（1963年）
- 春のラジオクラブ 高校生の時間 「悲劇の英雄たち」（1965年、NHK）

### 特撮
- 怪傑ライオン丸（1972年 - 1973年）

### CM
- 東京電力 企業CM 雪の送電線篇、ヘリ工事篇、空中延線作業篇（ナレーション、1978年）[8]

### その他コンテンツ
- ダンボ LP版（ナレーション）
- 101匹わんちゃん大行進 よいこの名作シリーズLP版（ロジャー）
- 三菱電機 三菱赤外線コタツコンパックワイドCM